# Richard Hartshorne
Richard Hartshorne, né le 12 décembre 1899 à Kittanning et mort le 5 novembre 1992 à Madison, est un géographe américain, professeur à l'université du Wisconsin à Madison, spécialisé en géographie économique, politique et en philosophie de la géographie. Il est particulièrement connu pour son ouvrage méthodologique The Nature of Geography, publié en 1939.

## Formation et carrière académique
Né à Kittanning en Pennsylvanie de Francis Cope Hartshorne, pasteur, et de Marguerite Haughton Hartshorne, il est le frère de Charles Hartshorne. Il étudie à l'université de Princeton puis réalise un doctorat à l'université de Chicago, soutenant sa thèse en 1924.

Hartshorne enseigne à l'université du Minnesota de 1924 à 1940 et à l'université du Wisconsin à Madison de 1945 à 1970. 
Hartshorne est élu président de l'Association of American Geographers en 1949. L'association lui donne sa médaille en 1960. Il est également décoré d'un doctorat en droit honoris causa de Clark University en 1971 et de la Victoria medal par la Royal Geographical Society en 1984.
Il décède des suites d'un cancer chez lui à Madison, Wisconsin. 

## Recherches
The Nature of Geography: A Critical Survey of Current Thought in the Light of the Past, son livre paru en 1939, est une étude de la démarche géographique à travers l'histoire des idées, de Kant jusqu'à l'époque contemporaine. Pour lui, la géographie est la science de la différenciation spatiale, la géographie régionale est son outil privilégié, mettant en avant les caractéristiques particulières des régions plutôt que les éléments généraux. 
Dans les années 1950, Hartshorne est ainsi un personnage clé dans le débat sur la discipline géographique (il publie en 1959 Perspective on the Nature of Geography pour critiquer la nouvelle géographie). Fred K. Schaefer prônant l'adoption de la « méthode scientifique » et l'étude des lois spatiales, critiquait la « vieille méthode » promue par Hartshorne, qu'il nommait « l’orthodoxie hartshornienne ».
En 1970, alors que le monde universitaire est en pleine ébullition, son livre The Academic Citizen: Selected Statements by Richard Hartshorne contient diverses déclarations sur les questions et problèmes universitaires.

## Publications

### Ouvrages
- 1939. The Nature of Geography: A Critical Survey of Current Thought in the Light of the Past
- 1959. Perspective on the Nature of Geography
- 1970. The Academic Citizen: Selected Statements by Richard Hartshorne. University of Wisconsin

### Articles
- 1927. "Location as a Factor in Geography", Annals of the Association of American Geographers, Vol. 17, No. 2 (Jun., 1927), p. 92–99
- 1933. "Geographic and Political Boundaries in Upper Silesia", Annals of the Association of American Geographers, Vol. 23, No. 4 (Dec., 1933), p. 195–228.
- 1935. (and Samuel N. Dicken) "A Classification of the Agricultural Regions of Europe and North America on a Uniform Statistical Basis", Annals of the Association of American Geographers, Vol. 25, No. 2 (Jun., 1935), p. 99–120.
- 1935. "Recent Developments in Political Geography, I", The American Political Science Review, Vol. 29, No. 5 (Oct., 1935), p. 785–804.
- 1935. "Recent Developments in Political Geography, II", The American Political Science Review, Vol. 29, No. 6 (Dec., 1935), p. 943–966.
- 1938. "Six Standard Seasons of the Year", Annals of the Association of American Geographers, Vol. 28, No. 3 (Sep., 1938), p. 165–178.
- 1940. "The Concepts of 'Raison d'Être' and 'Maturity' of States; Illustrated from the Mid-Danube Area", Annals of the Association of American Geographers, vol. 30, p. 59–60; 1940.
- 1941. "The Politico-Geographic Pattern of the World", Annals of the American Academy of Political and Social Science, Vol. 218, Public Policy in a World at War (Nov., 1941), p. 45–57.
- 1958. "The Concept of Geography as a Science of Space, from Kant and Humboldt to Hettner", Annals of the Association of American Geographers, Vol. 48, No. 2 (Jun., 1958), p. 97–108.
- 1960. "Political Geography in the Modern World", The Journal of Conflict Resolution, Vol. 4, No. 1, The Geography of Conflict (Mar., 1960), p. 52–66.